# Weygand-Linie
Schlacht um die Niederlande

Maastricht – Mill – Den Haag – Rotterdam – Zeeland – Grebbeberg – Afsluitdijk – Bombardierung von Rotterdam
Invasion von Luxemburg

Schusterlinie
Schlacht um Belgien

Fort Eben-Emael – K-W-Linie – Dyle-Plan – Hannut – Gembloux – Lys
Schlacht um Frankreich

Ardennen – Sedan – Maginot-Linie – Weygand-Linie – Arras – Boulogne – Calais – Dünkirchen (Dynamo – Wormhout) – Abbeville – Lille – Paula – Fall Rot – Aisne – Westalpen – Cycle – Saumur – Lagarde – Aerial – Fall Braun
Die Weygand-Linie war eine im Mai 1940 geschaffene militärische Auffangstellung der französischen Armee, die südlich der Flüsse Somme, dem Crozat-Kanal, der Ailette und der Aisne verlief.
Im Mai 1940, nach der sich im Laufe des Westfeldzuges abzeichnenden Einkesselung eines Großteils der britischen und französischen Truppen im Raum Dünkirchen, befahl General Maxime Weygand die Errichtung einer Defensivstellung südlich der deutschen Front, um einen Angriff ins französische Kernland abwehren zu können. Diese Stellung wird als Weygand-Linie bezeichnet. 
Die neue Heeresgruppe 3 (6., 7., und 10. Armee) stellte sich tief gestaffelt auf; sie hatte aber kaum noch gepanzerte Kräfte. 
Am 5. Juni 1940 begann die Heeresgruppe B ihren Angriff. Sie blieb zwei Tage unter hohen Verlusten stecken; die Franzosen leisteten erbitterten Widerstand. Nach dem Durchbruch rückten die deutschen Truppen schnell vor; am 9. Juni erreichten sie bei Rouen die Seine. Am 10. Juni erklärte die damalige Regierung (Kabinett Paul Reynaud) Paris zur offenen Stadt; damit war der Westfeldzug praktisch entschieden. 
Am 22. Juni 1940 wurde der für Frankreich kapitulationsähnliche Waffenstillstand von Compiègne unterschrieben. 